# 吴子杰
吴子杰（1913年—2003年），中国人民解放军将领、中国人民解放军开国少将。
曾任中国人民志愿军1军1师师长。1955年，授予中国人民解放军少将。